# Cachoeira Alta (Cachoeiro de Itapemirim)
A Cachoeira Alta é uma queda de água de 100 metros de altura, localizada no distrito de São Vicente, município de Cachoeiro de Itapemirim, no estado do Espírito Santo, no Brasil.